# Diocesi di Foraziana
La diocesi di Foraziana (in latino Dioecesis Foratianensis) è una sede soppressa e sede titolare della Chiesa cattolica.

## Storia
Foraziana, nell'odierna Tunisia, è un'antica sede episcopale della provincia romana di Bizacena.
Unico vescovo conosciuto di questa diocesi africana è Bonifacio, il cui nome figura al 66º posto nella lista dei vescovi della Bizacena convocati a Cartagine dal re vandalo Unerico nel 484; Bonifacio, come tutti gli altri vescovi cattolici africani, fu condannato all'esilio. Assieme ad altri tre vescovi, Bonifacio di Foraziana firmò inoltre il Liber fidei catholicae redatto in vista di un confronto tra cattolici e ariani.
Dal 1933 Foraziana è annoverata tra le sedi vescovili titolari della Chiesa cattolica; dal 9 novembre 2017 l'arcivescovo, titolo personale, titolare è Giovanni Pietro Dal Toso, nunzio apostolico in Giordania e a Cipro.

## Cronotassi

### Vescovi
- Bonifacio † (menzionato nel 484)

### Vescovi titolari
- John William Comber, M.M. † (23 gennaio 1959 - 27 marzo 1998 deceduto)
- Alberto Bottari de Castello † (18 dicembre 1999 - 8 dicembre 2007 nominato arcivescovo, titolo personale, titolare di Oderzo)
- José Elías Rauda Gutiérrez, O.F.M. (25 gennaio 2008 - 12 dicembre 2009 nominato vescovo di San Vicente)
- Bosco Puthur (15 gennaio 2010 - 23 dicembre 2013 nominato eparca di San Tommaso Apostolo di Melbourne)
- Bawai Soro (10 gennaio 2014 - 31 ottobre 2017 nominato eparca di Mar Addai di Toronto)
- Giovanni Pietro Dal Toso, dal 9 novembre 2017